# Sénéchaussée de La Flèche
La sénéchausée de La Flèche est une juridiction territoriale créée en 1595 dans la province d'Anjou et qui perdura jusqu'à la Révolution française.

Localisation de la sénéchaussée de La Flèche au sein des sénéchaussées de l'Anjou

## Histoire
La sénéchaussée de La Flèche remonte à 1595. Le siège du présidial ne fut installé dans la cité fléchoise qu'en 1597.
En 1599 fut attribuée à ce siège la justice temporelle de la Prévôté d'Anjou, qui appartenait au chapitre de Saint-Martin de Tours.
La Flèche était le chef-lieu d'une des six terres d'élections de la province d'Anjou.
La Flèche présidait un des seize tribunaux spéciaux ou « greniers à sel » de l'Anjou. Sous l'Ancien Régime, les fonds judiciaires de l’Anjou faisaient partie des pays de « grande gabelle ».
La sénéchaussée de La Flèche s’étendait dans le Haut-Anjou, sur une superficie de 748 km2 et comprenait trente paroisses.
Après la publication le 24 janvier 1789 de la lettre royale convoquant les États généraux, le 9 mars de cette même année, les députés-électeurs des paroisses composant la sénéchaussée se rassemblèrent au siège présidial de La Flèche afin de porter le cahier de plaintes et doléances du Tiers état de chaque paroisse. Ils rédigèrent ensemble le Cahier de doléances de la sénéchaussée.
La liste des 38 paroisses de la sénéchaussée de La Flèche est détaillée dans ce document :
Arthezé, Aubigné, Avrillé, Bazouges-sur-le-Loir, Bernay, Bousse, La Bruère, Chalonnes-sous-le-Lude, Chenu, Chigné, Clefs, Clermont, Cré, Créans, Crosnières, Dissé-sous-le-Lude, La Flèche, Fougeré, Genneteil, Ligron, Luché, Le Lude, Mareil, Meigné-le-Vicomte, Méon, Noyans-sous-le-Lude, Parcé-sur-Sarthe, Précigné, Pringé, Sainte-Colombe, Saint-Germain du Val, Saint-Germain-sous-Daumeray, Saint-Mars de Cré, Saint-Quentin lès Beaurepaire, Savigné-sous-le-Lude, Vaulandry, Verron, Villaines.
Trois familles de la grande noblesse se succédèrent à la tête de cette sénéchaussée de La Flèche :
- Les Bourbon au XVIe siècle ;
- Les Daillon du Lude au XVIIe siècle ;
- Les Choiseul-Praslin au XVIIIe siècle.

Lors de la Révolution française, la sénéchaussée de La Flèche, comme toutes les subdivisions administratives de l'Ancien Régime, fut défaite. Son territoire fut annexé par le tout nouveau département de la Sarthe. Depuis cette époque, cette partie de l'Anjou ou Haut-Anjou, réunie à la Sarthe, est surnommé le Maine angevin.

## Sources